# Limits.h
limits.h是C標準函数庫中的头文件，定义了整数类型的一些极限值。  

## 
以下常數以32位元電腦的常見數值為例，根據不同硬體、作業系統、編譯器可能會有不同的常數值定義。
- CHAR_BIT 字节的最小位数：8
- SCHAR_MIN 有符号字符类型的最小值：-128
- SCHAR_MAX 有符号字符类型的最大值：+127
- UCHAR_MAX 无符号字符类型的最大值：255
- CHAR_MIN 字符类型的最小值
- CHAR_MAX 字符类型的最大值
- MB_LEN_MAX 多字节字符在任何locale中可能的最长字节数：4/5/8/16
- SHRT_MIN 短整型最小值：-32768，即- 215
- SHRT_MAX  短整型最大值：+32767，即 215 - 1
- USHRT_MAX 无符号短整型最大值：65535 ，即 216 - 1
- INT_MIN 整型最小值：-2147483648，即 -(231)
- INT_MAX 整型最大值：+2147483647 ，即231 - 1
- UINT_MAX 无符号整型最大值：4294967295，即232 - 1
- LONG_MIN 长整型最小值：-2147483648 ，即-(231 )
- LONG_MAX 长整型最大值：+2147483647 ，即231 - 1
- ULONG_MAX 无符号长整型最大值：4294967295 ，即232 - 1
- LLONG_MIN 长长整型最小值：-9223372036854775808 ，即-(263 )
- LLONG_MAX 长长整型最大值：+9223372036854775807 ，即263 - 1
- ULLONG_MAX 无符号长长整型最大值：18446744073709551615 ，即264- 1